# Ephippodonta murakamii
Ephippodonta murakamii is een tweekleppigensoort uit de familie van de Galeommatidae. De wetenschappelijke naam van de soort is voor het eerst geldig gepubliceerd in 1945 door Kuroda.